# 장준호 (배우)
장준호(본명 : 장훈, 1968년 ~ )는 대한민국의 단역전문 배우이다.

## 학력
- 중앙대학교 회계학과

## 출연 작품

### 영화
- 《좋은배우》 (2005년) - 김병수 역
- 《2009 로스트 메모리즈》 (2002년) - 밀실사수센진 역
- 《박하사탕》 (2000년) - 김원식 역

### 드라마
- 《징크스의 연인》 (KBS2, 2022년) - 성화병원 원장 역
- 《찬란한 내 인생》 (MBC, 2020년) - 상아를 조사하는 검사 역
- 《특별근로감독관 조장풍》 (MBC, 2019년)
- 《리갈 하이》 (JTBC, 2019년)
- 《배드파파》 (MBC, 2018년)
- 《내 아이디는 강남미인》 (JTBC, 2018년)
- 《라이프 온 마스》 (OCN, 2018년)
- 《검법남녀》 (MBC, 2018년) - 가사전문변호사 역
- 《리치맨》 (드라맥스, 2018년)
- 《인형의 집》 (KBS2, 2018년)
- 《너의 등짝에 스매싱》 (TV조선, 2018년)
- 《꽃 피어라 달순아!》 (KBS2, 2018년)
- 《블랙》 (OCN, 2017년)
- 《슬기로운 감빵생활》 (tvN, 2017년)
- 《병원선》 (MBC, 2017년)
- 《청춘시대 2》 (JTBC, 2017년)
- 《돌아온 복단지》 (MBC, 2017년)
- 《내일 그대와》 (tvN, 2017년)
- 《좋은사람》 (MBC, 2016년) - 의사 역
- 《불어라 미풍아》 (MBC, 2016년)
- 《월계수 양복점 신사들》 (KBS2, 2016년)
- 《원티드》 (SBS, 2016년) - 이용환 역
- 《굿 와이프》 (tvN, 2016년) - 로펌 MJ 해고 변호사 역
- 《신데렐라와 네 명의 기사》 (tvN, 2016년)
- 《내 딸, 금사월》 (MBC, 2015년) - 형사 역
- 《너를 기억해》 (KBS2, 2015년) - 형사 역
- 《울지 않는 새》 (tvN, 2015년) - 강정호 변호사 역
- 《후아유 - 학교 2015》 (KBS2, 2015년) - 학교폭력위원회 위원장 역
- 《실종느와르 M》 (OCN, 2015년) - 신부 역
- 《전설의 마녀》 (MBC, 2014년) - 비행기 조종사 / 변호사 역
- 《청담동 스캔들》 (SBS, 2014년) - 조사관 역
- 《삼총사》 (tvN, 2014년)
- 《펀치》 (SBS, 2014년~2015년) - 비행기 조종사 역
- 《조선 총잡이》 (KBS2, 2014년) - 포교 역
- 《너희들은 포위됐다》 (SBS, 2014년) - 관계자 역
- 《태양은 가득히》 (KBS2, 2014년)
- 《사랑만 할래》 (SBS, 2014년) - 김 변호사 역
- 《엔젤 아이즈》 (SBS, 2014년) - 변호사 역
- 《응급남녀》 (tvN, 2014년) - 폐암 환자의 보호자 역
- 《별에서 온 그대》 (SBS, 2013년~2014년) - 은행원 역
- 《잘 키운 딸 하나》 (SBS, 2013년) - 장 변호사 역
- 《후아유》 (tvN, 2013년) - 경찰감찰관 역
- 《해를 품은 달》 (MBC, 2012년) - 금부도사 역
- 《심야병원》 (MBC, 2011년) - 박 상무 역
- 《당신뿐이야》 (KBS1, 2011년) - 김호진 역
- 《넌 내게 반했어》 (MBC, 2011년) - 공연 관계자 역
- 《로맨스가 필요해》 (tvN, 2011년) - 부장 역
- 《내게 거짓말을 해봐》 (SBS, 2011년) - 기자 역
- 《시티헌터》 (SBS, 2011년) - 출판기념회 진행자 역
- 《괜찮아, 아빠딸》 (SBS, 2010년~2011년) - 영어학원 원장 역
- 《사랑하길 잘했어》 (KBS2, 2010년)
- 《주부 김광자의 제3활동》 (MBC, 2010년)
- 《대물》 (SBS, 2009년)
- 《별순검 시즌 3》 (MBC Every1, 2010년) - 유객주 역
- 《자유인 이회영》 (KBS1, 2010년) - 스즈끼 역
- 《망설이지마》 (SBS, 2009년) - 한피디 역
- 《두 아내》 (SBS, 2009년) - 편집장 역
- 《강적들》 (KBS2, 2008년) - 경호팀장 역
- 《조강지처 클럽》 (SBS, 2007년)
- 《연개소문》 (SBS, 2006년) - 백암성주 부장 역